# 警察法改正無効事件
警察法改正無効事件（けいさつほうかいせいむこうじけん）とは、1954年の警察法全面改正の無効を求めた訴訟。無効を主張する原告が敗訴し、無効確認はなされていないことから警察法改正無効訴訟とも呼ばれるが、昭和期にまとめられた「警察法改正無効事件」とする文献の数が多い。

## 経緯

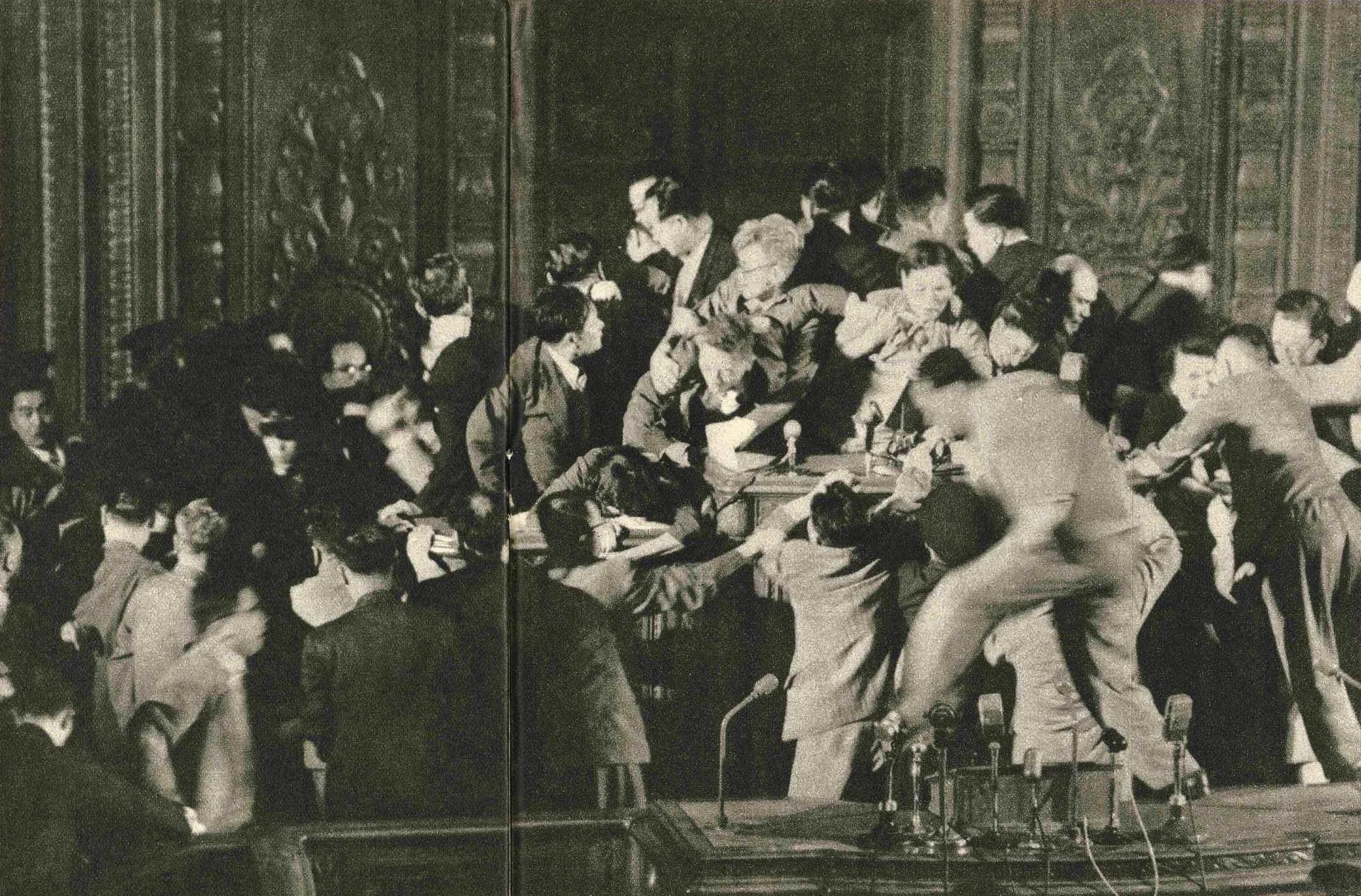
警察法改正を巡り荒れる衆議院（1954年6月3日）

1954年（昭和29年）2月15日、第19回国会では警察法改正案が第5次吉田内閣により提出され、3回の会期延長議決で6月3日に国会会期末となっていたところで、6月3日に衆議院本会議で2日間の会期延長が可決され、6月5日に衆議院本会議で法案の可決及び10日間の会期延長、6月7日に参議院本会議で法案が可決して成立し、7月1日に新警察法が施行したとされた。
6月3日の衆議院本会議の会期延長2日間は堤康次郎衆議院議長が国会法第115条に基づいて警察官を動員するも、反対する野党の左右両派社会党議員によって議長席に着くことができなかったが、堤議長は私邸で原彪衆議院副議長と大池眞衆議院事務総長に「議場の入り口近くで会期2日間延長を提案し、それに対する賛成は自由党・改進党などで拍手多数で可決された」と述べて、衆議院は直ちに参議院と内閣に会期2日間の延長を通告した。また、自由党は「会期延長有効」を確認したが、その一方で左右両派社会党は「延長無効」「国会閉会」を主張して6月15日まで一切の議事に応じなくなった。
6月3日の会期延長議決の無効及び警察法改正の無効を主張する立場からは、「議長が開会を宣することもなく、出席議員の数が定員数に達していたかどうかも明らかでなく、過半数が懸案に賛成したかどうかも確認しえない状態では議決の名に値する物が存在していたとはいえない」「国会会期延長の際には衆議院議長は衆議院で議決する前に衆議院規則第20条第1項・第21条により参議院議長と協議をしなければならないが、最初から衆議院の意思のみで会期延長を決めるのは手続き上の瑕疵がある」と主張された。一方で6月3日の会期延長議決の有効及び警察法改正の有効を主張する立場からは、「衆議院の多数派が会期延長を決意し、議院運営委員会でもそう決め、議長は妨害のため議長席につけなかったので、混乱の最中に会期延長を発議し、賛成された」「会期延長という事の性質上、いざという場合には衆議院の意思だけでよいと解釈できる」と主張された。
また、1954年の新警察法は自治体警察を廃止してその事務を都道府県警察に移管し、都道府県警察の警視正以上を国家公務員とする地方警務官制度の創設等の警察の中央集権化を目指したものであったため、日本国憲法第92条の地方自治の本旨に反するか否かも問題となった。
1954年6月30日に大阪府議会は大阪府知事の提出した1954年度追加予算を可決したが、その中には新警察法による警察費（自治体警察の廃止に伴う都道府県の管理費の増加分）9億5973万5900円が計上されていた。新警察法は無効であると主張する大阪府民は府知事の警察費の支出は違法になると考え、大阪府監査委員に監査請求をした。大阪府監査委員会は7月21日に新警察法が正規の手続きを経て一旦法律として公布された以上、府知事がこれに基づく措置をすることは当然の責務であり、府議会が予算を可決したからには、府知事がその予算を執行して経費を支出することは違法ではないと決定した。この決定に不服の大阪府民は裁判所に府知事を被告として納税者訴訟を提起した。
1955年2月15日の大阪地裁および1955年8月9日の大阪高裁はともに、地方自治法第243条の2第4項の訴訟では、議会の議決の違法性を争うことはできないとして請求を棄却した。原告は上告した。
1962年3月7日に最高裁は訴訟において議会の議決に基づく場合でも首長の執行の停止・制限を求めうるとしたが、裁判所の国会議事手続きの事実審理による有効性の判断について消極的立場を取り、新警察法案の内容は憲法第92条に反しないとする判決を出し、原告の敗訴が確定した。